# Brookesia dentata
Brookesia dentata is een hagedis uit de familie kameleons (Chamaeleonidae).

## Naam en indeling
Het is een van de kortstaartkameleons uit het geslacht Brookesia. De wetenschappelijke naam van de soort werd voor het eerst voorgesteld door François Mocquard in 1900. De soortaanduiding dentata betekent vrij vertaald 'getand'.

## Verspreiding en habitat
De kameleon komt endemisch voor in Madagaskar, maar alleen in een deel van het noordwesten van het land. De habitat bestaat uit droge loofbossen. De soort is aangetroffen van zeeniveau tot op een hoogte van ongeveer 200 meter boven zeeniveau.

## Beschermingsstatus
Door de internationale natuurbeschermingsorganisatie IUCN is de beschermingsstatus 'bedreigd' toegewezen (Endangered of EN).